# Mubadala Investment Company
Mubadala Investment Company (араб. شركة مبادلة للاستثمار‎) (Mubadala) — эмиратская государственная холдинговая компания, которую можно отнести к фондам национального благосостояния. Она была создана в январе 2017 года в результате объединения Mubadala Development Company и International Petroleum Investment Company, и полностью принадлежит правительству Абу-Даби в Объединённых Арабских Эмиратах.
Задача Mubadala заключается в содействии диверсификации экономики Абу-Даби. Основное внимание уделяется управлению долгосрочными инвестициями, направленными на обеспечение высокой финансовой отдачи и ощутимых социальных благ для эмирата.

## История
В 1984 году правительством Абу-Даби был основан первый суверенный фонд International Petroleum Investment Company (IPIC) для вложения средств от добычи нефти в инвестиции, которые смогут обеспечить будущее жителей эмирата, когда нефтяные запасы закончатся. Фонд специализировался на энергетической отрасли.
В 2002 году был создан второй суверенный фонд Mubadala Development Company. Если IPIC изначально предназначался для управления нефтяными активами эмирата за рубежом, то Mubadala Development Company был создан для вложения в новые отрасли и диверсификации экономики эмирата.
В 2016 году эмиратом Абу-Даби было принято решение об объединении IPIC и Mubadala Development Company. В январе 2017 года объединение было завершено, и под управлением нового фонда оказались активы стоимостью 125 млрд долларов, что поставило его на 14-ю строчку крупнейших суверенных фондов мира на тот момент.
По итогам 2019 года активы фонда превысили 232 млрд долларов США, годовая прибыль превысила 14 млрд долларов США, а портфель инвестиций был представлен компаниями в 50 странах мира.

## Инвестиции в России
В 2013 году Mubadala с Российским фондом прямых инвестиций (РФПИ) договорились вместе инвестировать в различные проекты на территории России порядка $2 млрд. В октябре 2014 года Mubadala, РФПИ и девелоперская компания «ДГ-19» создали совместное предприятие. 
В 2016 году Mubadala вместе с Российским фондом прямых инвестиций купили складские комплексы «PNK-Чехов – 3» и «PNK – Северное Шереметьево». Стоимость сделки оценивалась в 7,2 - 8,2 млрд руб.
В 2018 году Mubadala совместно с Российским фондом прямых инвестиций купили у структур ВТБ 22,5% Russian Fitness Group, владеющей фитнес-клубами World Class.
В мае 2021 года компания приобрела пакет акций в размере 6,28% капитала Etalon Group, стоимость которых оценивалась в более $40 млн. 
В июне 2021 года Mubadala Investment Company купила у Полины Юмашевой, бывшей жены Олега Дерипаски, 16,6 млн акций компании, составляющих 2,6% акционерного капитала. Стоимость сделки оценивалась в 200 млн долларов США. 
В декабре 2021 года Mubadala Investment Company приобрела 1,9%-ную долю в Сибуре за 500 млн долларов, исходя из оценки стоимости продавца в рамках присоединения холдинга ТАИФ.